# روبيرتو كولومبو
روبيرتو كولومبو (بالإيطالية: Roberto Colombo)‏ (مواليد 24 أغسطس 1974 في منزا - إيطاليا) لاعب كرة قدم إيطالي يلعب حاليا لصالح نادي الدرجة الأولى بولونيا الإيطالي منذ 2006 في مركز حارس مرمى .

## روابط خارجية
- روبيرتو كولومبو على موقع الاتحاد الأوربي (الإنجليزية)
- روبيرتو كولومبو على موقع قاعدة بيانات كرة القدم.إي يو (الإنجليزية)
- روبيرتو كولومبو على موقع Soccerway.com (الإنجليزية)
- روبيرتو كولومبو على موقع عالم كرة القدم.نت (الإنجليزية)
- روبيرتو كولومبو على موقع كووورة
- روبيرتو كولومبو على موقع AS.com (الإسبانية)